# Leuconia platei
Leuconia platei är en svampdjursart som beskrevs av Breitfuss 1898. Leuconia platei ingår i släktet Leuconia och familjen Baeriidae. Inga underarter finns listade i Catalogue of Life.